# غونزالو إسبينوزا
غونزالو إسبينوزا (بالإسبانية: Gonzalo Espinoza)‏ (9 أبريل 1990 بكونستيتسيون في تشيلي - ) هو لاعب كرة قدم تشيلي في مركز الوسط. شارك مع منتخب تشيلي لكرة القدم. أما مع النوادي، فقد لعب مع أرسنال ساراندي ونادي أونيفرسيداد دي تشيلي ونادي أونيفرسيداد ناسيونال ونادي راسينغ وA.C. Barnechea ‏ واتحاد سان فيليبي ‏ ونادي أتليتكو للبنين ‏.

## روابط خارجية
- غونزالو إسبينوزا على موقع اتحاد تركيا (لاعب) (الإنجليزية)
- غونزالو إسبينوزا على موقع قاعدة بيانات كرة القدم.إي يو (الإنجليزية)
- غونزالو إسبينوزا على موقع ناشيونال فوتبول تيمز (الإنجليزية)
- غونزالو إسبينوزا على موقع Soccerway.com (الإنجليزية)
- غونزالو إسبينوزا على موقع عالم كرة القدم.نت (الإنجليزية)